# Дёрфлинген
Дёрфлинген (нем. Dörflingen) — коммуна в Швейцарии, в кантоне Шаффхаузен. 
Население составляет 797 человек (на 31 декабря 2006 года). Официальный код — 2915.

Дёрфлинген - панорама.

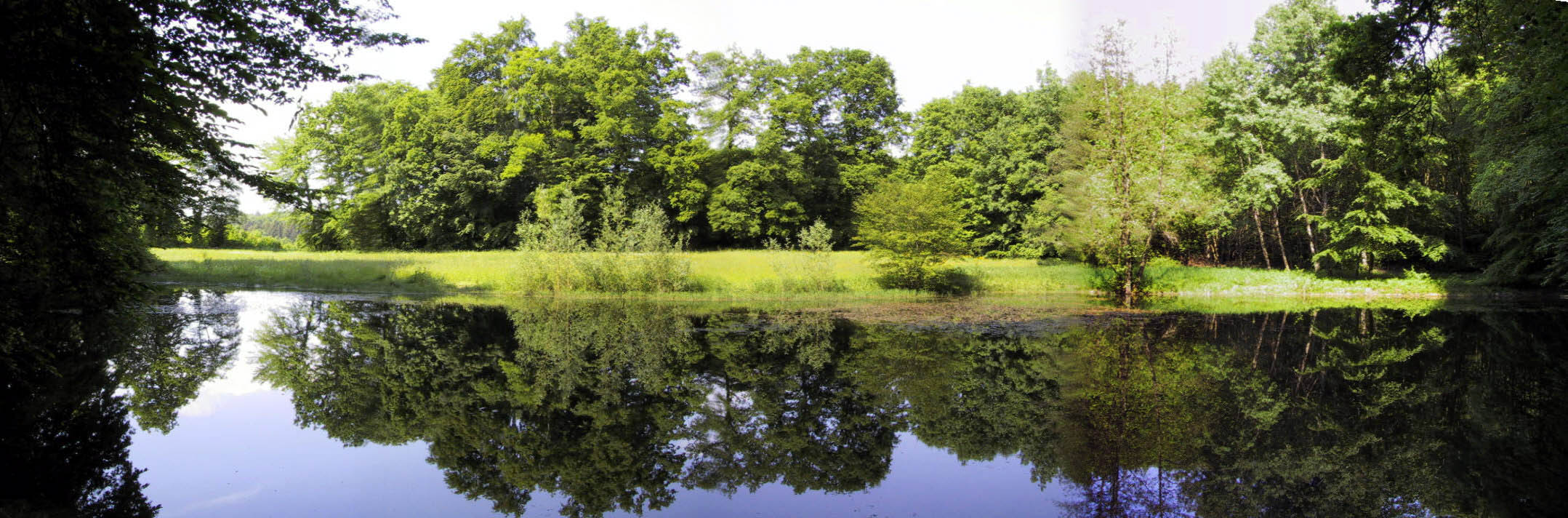
Дёрфлинген